# Oghamstein von Kilmolash
 Der in drei Teile zerbrochene Oghamstein von Kilmolash liegt neben der Ruine der zerstörten Kirche von Kilmolash (irisch Cill Molaise), in der Nähe eines Zuflusses des Finisk River, östlich von Villierstown, im County Waterford in Irland, wo er 1894 als Stufe am Eingang zum Chor gefunden wurde. Die mittelalterliche Kirche in Kilmolash ist eine spektakuläre Mischung aus verschiedenen architektonischen Stilen und zeigt ihren Wandel durch die Jahrhunderte. Die Gründung der Kirche wird dem Heiligen Molaise zugeschrieben, der zu Beginn des 6. Jahrhunderts lebte. 
Der Oghamstein ist 3,05 m lang und 0,51 m breit und 0,18 m dick.
Die Inschrift ist unleserlich, da ein kleines einfaches Kreuz über die Oghamschrift eingeschlagen wurde, was wohl einen der Risse verursachte. 